# 유일 (후한)
유일(劉逸, ? ~ ?)은 중국 후한의 정치가로, 자는 대과(大過) 또는 대형(大迥)이며 형주 남양군 안중현(安衆縣) 사람이다.
태상으로 재직하다가, 희평 5년(176년) 6월 허훈의 뒤를 이어 사공에 임명되었다. 이듬해 7월에 면직되었다.